# Czindici
Czindici (pol. duchy dżungli, ang. Chindits) – specjalna formacja powstała z żołnierzy brytyjskich i hinduskich przeznaczone do działań rajdowych na terenach okupowanych przez przeciwnika,  działających w czasie II wojny światowej w ramach wojny na Pacyfiku w Birmie w głębi terenów zajętych przez Japończyków. 4 batalion z 10 regimentu gurkhijskiego był trzonem tzw. oddziałów chinditów, gdzie walczył m.in. w bitwie pod Imphalem.
Oficjalną nazwą jednostki czinditów była 77 Hinduska Brygada Piechoty (1943) i 3 Hinduska Dywizja Piechoty (1944). Ich nazwa pochodzi od figur lwów strzegących świątynie Chinthe w języku birmańskim. Stał się on też znakiem formacji. Powstało sześć brygad, w tym jedna 3 Brygada Zachodnioafrykańska „Thunder” złożona z Nigeryjczyków. Grupy były poddane bardzo trudnym, forsownym ćwiczeniom w dżungli w porze monsunowej. Uczono ich tajników przeżycia w dżungli, przekraczania rzek, obsługi zwierząt jucznych i walki w dżungli. Ich dowódcą został generał brygady Orde Wingate, który w tym czasie sporządził dokładne mapy północnej Birmy. Brygada była dzielona na kolumny marszowe składające się z ok. 300–400 żołnierzy. Każdej kolumnie obok Brytyjczyków i Hindusów towarzyszyli strzelcy birmańscy. W lutym 1943 czindici przedostali się na głębokie tyły wojsk japońskich, a następnie dokonując dywersji wysadzając linie kolejowe, niszcząc kolumny transportowe wycofywali się w kierunku terenów pod kontrolą brytyjską. Nie brali jeńców. Własnych rannych pozostawiali w dżungli z manierką wody, karabinem z kilkoma nabojami i granatem. Czasami dobijano własnych ciężko rannych, żeby uchronić ich przed torturami po dostaniu się w ręce wroga.
Podobną jednostkę, Oddział Wydzielony 5307 znany jako Maruderzy Merrilla, utworzyli Amerykanie.

## Działania bojowe

### Operacja Longcloth
Rozpoczęła się 8 lutego 1943. Pierwszy kontakt z siłami japońskimi miał miejsce 15 lutego, dwa dni po tym, jak czindici przekroczyli Czinduin. Początkowo Japończycy sądzili, że mają przed sobą kilka małych grup rozpoznawczo-sabotażowych. Dopiero kiedy dwie kolumny 4 marca zniszczyły linię kolejową w siedemdziesięciu miejscach rozpoznali ich siły. Nadal jednak nie orientowali się, że czindici zaopatrywani są z powietrza i wysłali duże siły do poszukiwania i przecięcia dróg ich zaopatrzenia. Dopiero 13 marca wykryli jedno z miejsc zrzutu, który musiał być przerwany z powodu japońskiego ataku. Oddziały poszukujące tradycyjnych lądowych dróg zaopatrzenia zostały zwolnione i skierowane do bezpośredniej walki z oddziałami czinditów.
24 marca czindici otrzymali rozkaz wycofania się, ponieważ znajdowali się ponad 2000 km od własnych sił i lotnictwo nie mogło zaopatrywać ich z powodu granicy zasięgu samolotów. Żołnierze byli bardzo osłabieni. Wielu z tego powodu wpadło w japońskie ręce i zostali rozstrzelani, albo trafili do niewoli. 2182 żołnierzy dotarło do Indii po przeniknięciu 2400 km w głąb Birmy. Większość z nich cierpiała z powodu wycieńczenia i chorób tropikalnych, tak że po pewnym czasie rekonwalescencji tylko około 600 z nich było zdolnych do dalszych operacji.

### Operacja Thursday

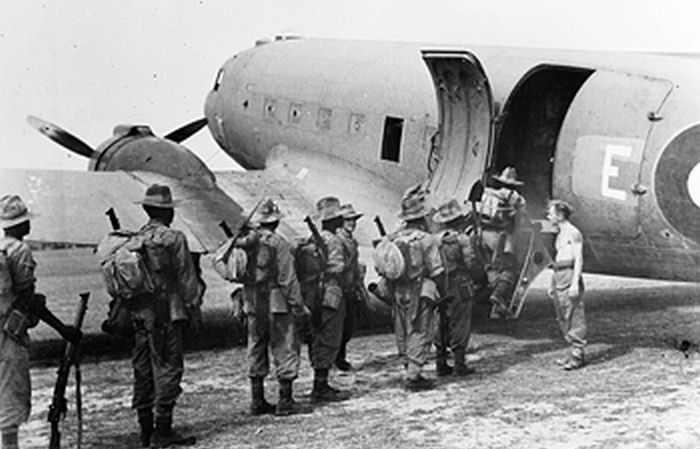
3 Brygada Zachodnioafrykańska (3rd West African Brigade) „Thunder” złożona z Nigeryjczyków podczas załadunku do samolotu transportowego RAF Dakota

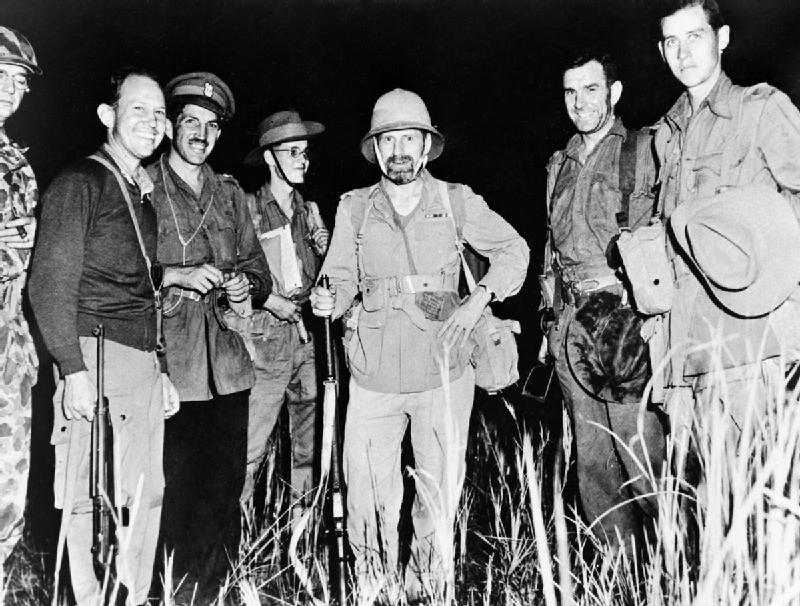
Czindici w Birmie, 1944. Pośrodku Orde Wingate

5 lutego 1944 16 Brygada Fergussona udała się z Ledo do Birmy. Unikali sił japońskich, pokonując wyjątkowo trudny teren. Reszta brygad została sprowadzona drogą powietrzną, aby stworzyć ufortyfikowane bazy z pasami startowymi. Zaplanowano trzy strefy lądowania o kryptonimach Piccadilly, Broadway i Chowringhee. 77. Brygada Calverta przygotowywała się do lotu szybowcami na Piccadilly w nocy 5 marca. Rekonesans lotniczy w ostatniej chwili ujawnił, że Piccadilly jest pokryte kłodami drzew, co uniemożliwia lądowanie. Z tego powodu korzystając z lądowiska Broadway została przerzucona 77 Brygada. Podczas gdy Piccadilly był już używany do ewakuacji ofiar podczas pierwszej operacji Chindit w 1943, Broadway musiał zostać wybrany spośród wyników rozpoznania lotniczego. Okazało się, że jest złe lądowisko i było wielu rannych i zabitych podczas operacji lądowania szybowców. Grupa Calverta na drugi dzień poprawiła warunki do lądowania i przyjęto pierwsze samoloty transportowe. Następnego dnia wylądowały również szybowce z czinditami na lądowisku Chowringhee bez oporu ze strony Japończyków.
W ciągu następnego tygodnia podczas 600 lotów samolotów transportowych Dakota przetransportowano 9000 żołnierzy do stref lądowania. Lądowisko Chowringhee zostało opuszczone po przyjęciu szybowców, ale Broadway był trzymany z garnizonem, który obejmował artylerię polową, działa przeciwlotnicze, a nawet sześć Spitfire'ów Mk.VIII z 81 Dywizjonu RAF od 12 marca do 17 marca.
Brygada Fergussona założyła kolejną bazę o nazwie Aberdeen na północ od Indaw, do której poleciała 14 Brygada. Brygada Calverta założyła jeszcze jedno lądowisko, o nazwie Białe Miasto (White City), w Mawlu, przy głównej linii kolejowej i drodze prowadzącej na japoński front północny. 111 Brygada urządziła zasadzki i blokady drogowe na południe od Indaw (chociaż część brygady, która wylądowała w Chowringhee, opóźniła się z przekroczeniem rzeki Irrawaddy), zanim ruszyła na zachód do Pinlebu.
Wokół Broadwayu i White City toczyły się zaciekłe walki w dżungli. Czasami wojska brytyjskie i japońskie walczyły w zwarciu na bagnety i Kukri przeciwko katanom. 27 marca, po kilku dniach ataków lotniczych, Japończycy atakowali Broadway przez kilka nocy, zanim atak został odparty przy pomocy artylerii, oraz pomocy lokalnie rekrutowanych Kaczinów.
Wingate miał teraz 3 brygady w Birmie, a wszystkie ataki wroga zostały odparte. Operacja Thursday zakończyła się początkowo sukcesem, a premier Churchill wysłał Wingate'owi telegram z gratulacjami dla niego i czinditów. Była to największa aliancka operacja powietrznodesantowa, jaką kiedykolwiek przeprowadzono, dopóki siły pod dowództwem Eisenhowera nie wylądowały we Francji. Był to jeden z największych triumfów Wingate. Niestety kilka dni później 24 marca samolot przewożący Wingate rozbił się i wszyscy znajdujący się na jego pokładzie zginęli.
Siły lądowe były wspomagane z powietrza przez samoloty bombowe B-25, wyposażone w działa 75 mm i wielkokalibrowe karabiny maszynowe, oraz samoloty myśliwskie P-51. Wspomaganie obejmowało bombardowanie mostów, ostrzeliwanie i bombardowanie zaparkowanych samolotów, walkę powietrze-powietrze oraz niszczenie łączności, transportu i infrastruktury wojskowej.
Pod koniec kwietnia 1944 kiedy obecni w Birmie czindici podlegali formalnie  generałowi Josephowi Stilwellowi podjęto decyzję o wykorzystaniu ich w północnej Birmie bliżej linii japońskich. Chciano ich wykorzystać do obrony nowej drogi Ledo. Z powodu braku artylerii i wsparcia lotniczego ponieśli duże straty.
Założono punkt oporu Blackpool w Hopin około 100 km na południe od Mogaung, którego broniła jedna brygada. Dwie inne chroniły okolicę. inicjatywa miała wesprzeć oddziały Stilwella w Myitkyina. W tym czasie żołnierze 16. Brygady z powodu dużego wyczerpania zostali ewakuowani z Aberdeen. Blackpool z powodu silnych ataków japońskich po dwudziestu dniach opuszczone z wielkimi stratami. Ocalało około 600 żołnierzy.
17 sierpnia 14 brygada, 3 Brygada zachodnioafrykańska i pododdziały brytyjskiej 36 Dywizji Piechoty otrzymały rozkazy wycofania się z północnej Birmy. Ostatni czindit opuścił Birmę 27 sierpnia. Operacja Thursday kosztowała jednostkę w sumie 944 zabitych i 2434 rannych. Ponadto zaginęło 452 mężczyzn. Połowę pozostałych żołnierzy trzeba było natychmiast przyjąć do szpitala z powodu chorób tropikalnych. Wszyscy inni potrzebowali odpoczynku i specjalnej diety.

## Osiągnięcia
Szybowce spełniły swoją rolę. Mimo wielu rozbitych podczas lądowania na złych lądowiskach zanotowano małe straty wśród żołnierzy. Bez szybowców operacja nie mogłaby się udać. Bardzo małą wypadkowość zanotowano wśród samolotów B-25. Sprawdziły się także lekkie transportowce Noorduyn Norseman UC-64, które podczas 510 misji wylatały 1366 godzin i przewiozły ponad 250 000 kg ładunków. Ponad 2000 ofiar ewakuowano zza linii wroga, w tym ofiar poza bitwą, takich jak malaria, zmęczenie i ogólne choroby. Już nie trzeba było zostawiać chorych i rannych, co znacząco wpłynęło na morale żołnierzy.

## Przekształcenia i rozwiązanie jednostki
Po powrocie i okresie rekonwalescencji postanowiono przekształcić jednostki czinditów w dywizję powietrzną w Indiach. W pierwszych miesiącach 1945 przekształcono ich w 14 i 77 Brygadę Piechoty i połączono w 44 Dywizję Powietrznodesantową, żeby w lutym 1945 ostatecznie rozwiązać.